# St. Georg (Schöneck/Vogtl.)

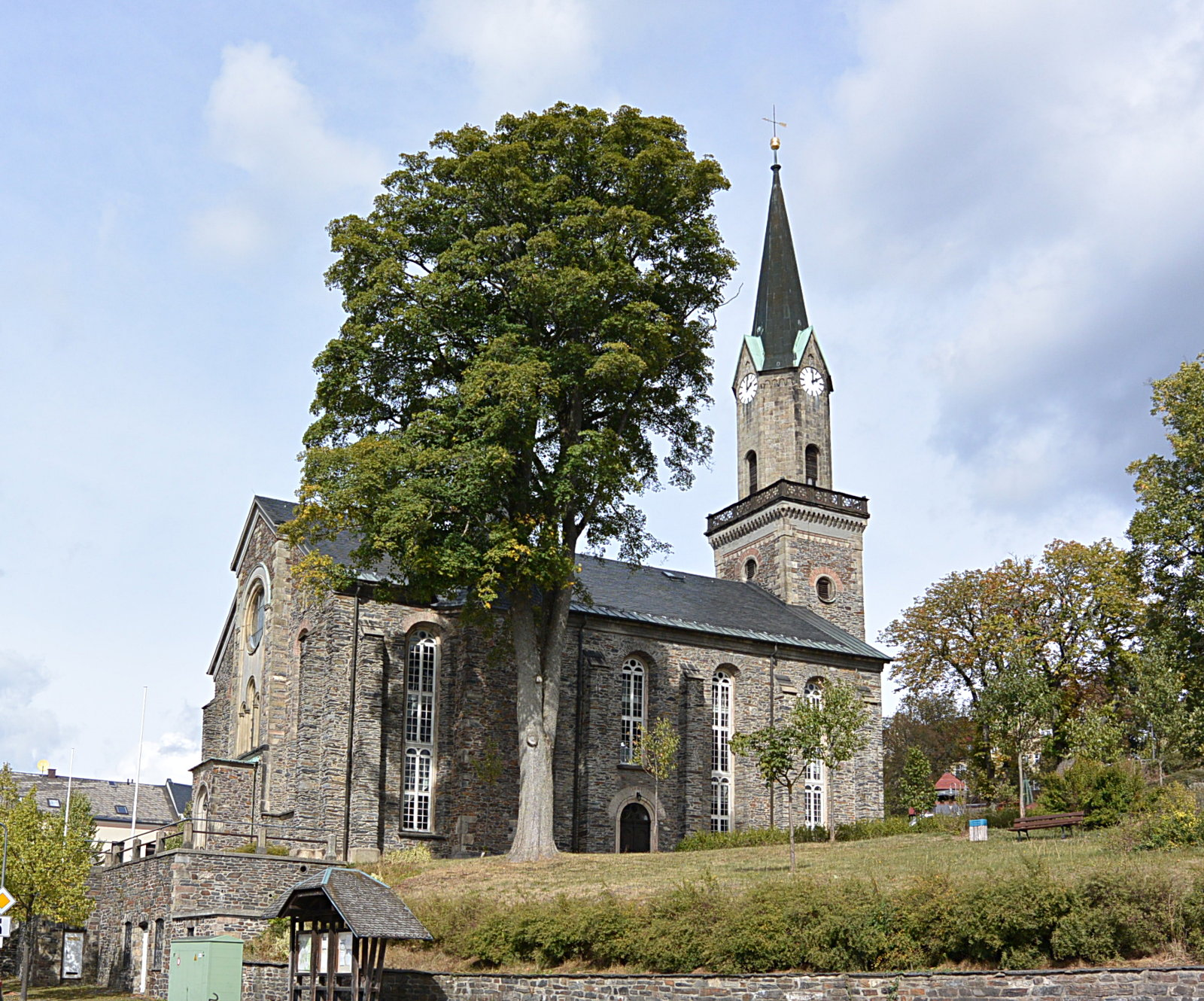
St. Georg in Schöneck/Vogtl.

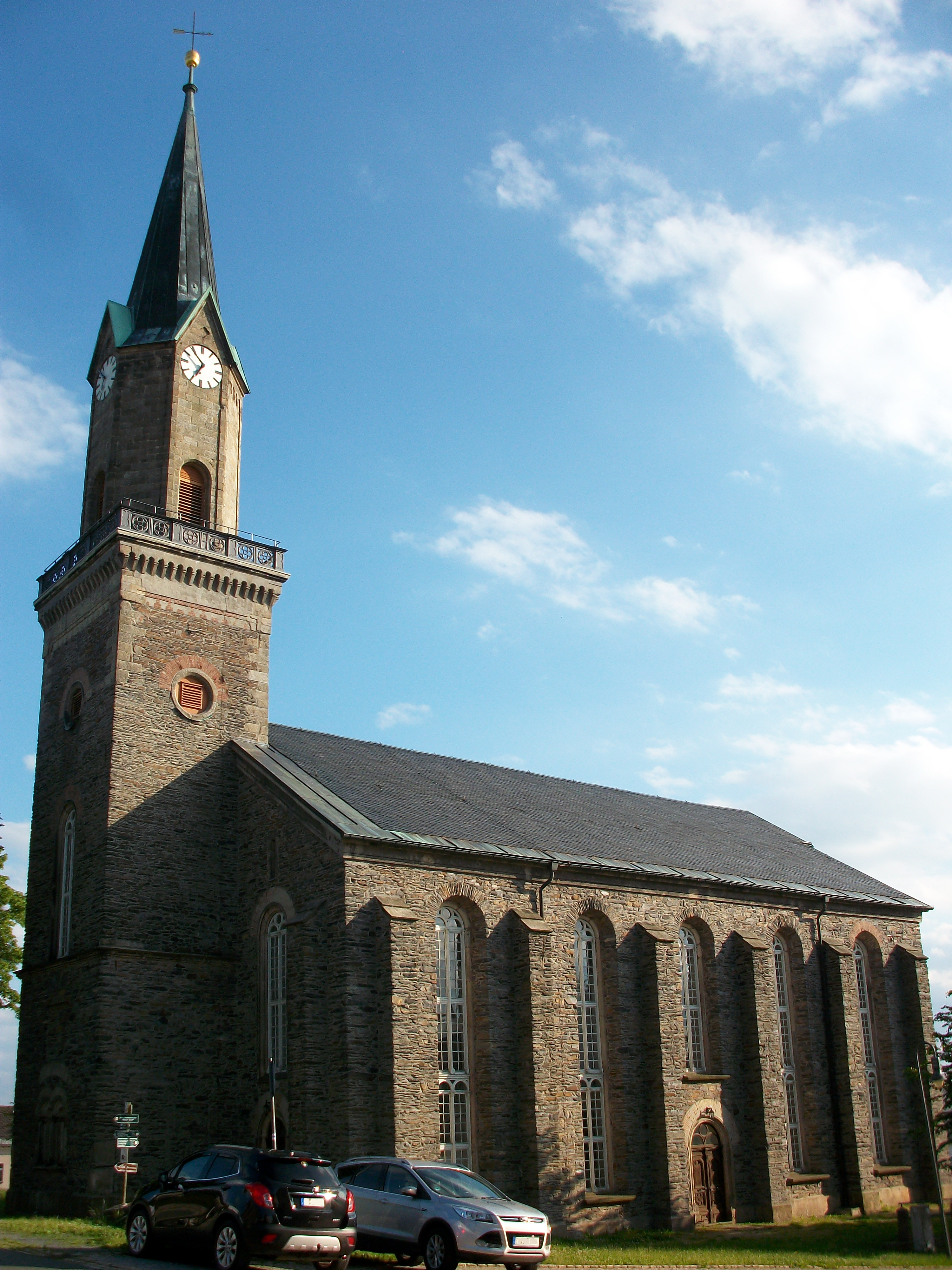
Ansicht von Westen

Die evangelische Kirche St. Georg ist eine neuromanische Emporenhalle in Schöneck/Vogtl. im Vogtlandkreis in Sachsen. Sie gehört zur Kirchengemeinde St. Jakobus (Oelsnitz) im Vogtland im Kirchenbezirk Vogtland der Evangelisch-Lutherischen Landeskirche Sachsens.

## Geschichte
Die heutige Kirche wurde in den Jahren 1856–59 unter Verwendung der Umfassungsmauern und des Turms des Vorgängerbauwerks aus dem 17. Jahrhundert erbaut, welches beim Stadtbrand zerstört worden war. Restaurierungen wurden in den Jahren 1890, 1958/59 und 1986/87 durchgeführt.

## Architektur
Das Bauwerk ist ein Feld- und Bruchsteinbau mit geradem Ostschluss; es wird durch Rundbogenfenster erhellt und ist mit Strebepfeilern gegliedert. Die Westfassade ist als Schauseite mit doppelläufiger Freitreppe gebildet. An der Ostseite steht der Turm, der in den unteren Geschossen auf den Vorgängerbau zurückgeht und durch ein oktogonales Glockengeschoss mit spitzem, schiefergedecktem Helm bekrönt wird.
Das Mittelschiff der Emporenhalle ist mit einem Tonnengewölbe gedeckt und wird durch eine aufwendige historistische Ausstattung geprägt; die Ostseite  mit der Orgel ist als eine monumentale Schauwand ausgebildet, alle Stücke sind mit reichen Schnitzereien verziert. In beiden Seitenschiffen und über dem Eingang sind die Emporen zweigeschossig, im Osten befindet sich hinter dem Altar die Orgelempore. Hier ist der Bereich unter der Empore mit Maßwerkfenstern verglast.

## Ausstattung
Das Altarbild mit der Darstellung des auferstandenen Christus in einem architektonischen Rahmen wurde 1865 von Adolf Wichmann geschaffen. Zu beiden Seiten des Altars steht je eine frühklassizistische, lebensgroße Figur ohne Attribut, vermutlich Darstellungen von Petrus und Paulus aus dem 18. Jahrhundert. Darüber befindet sich die bis ins Gewölbe reichende Orgel; diese ist ein Werk von Johann Gotthilf Bärmig aus den Jahren 1857–59 mit heute 37 Registern auf zwei Manualen und Pedal. Sie ist das größte erhaltene Werk ihres Erbauers und wurde (nach Veränderungen im Jahr 1961) im Jahr 2012 durch Thomas Wolf restauriert.
Aus dem Vorgängerbau stammt die reich geschnitzte, kelchförmige Taufe.